# 斯特羅哈尼夫卡 (卡霍夫卡區)
46°15′17″N 33°52′30″E / 46.25472°N 33.87500°E

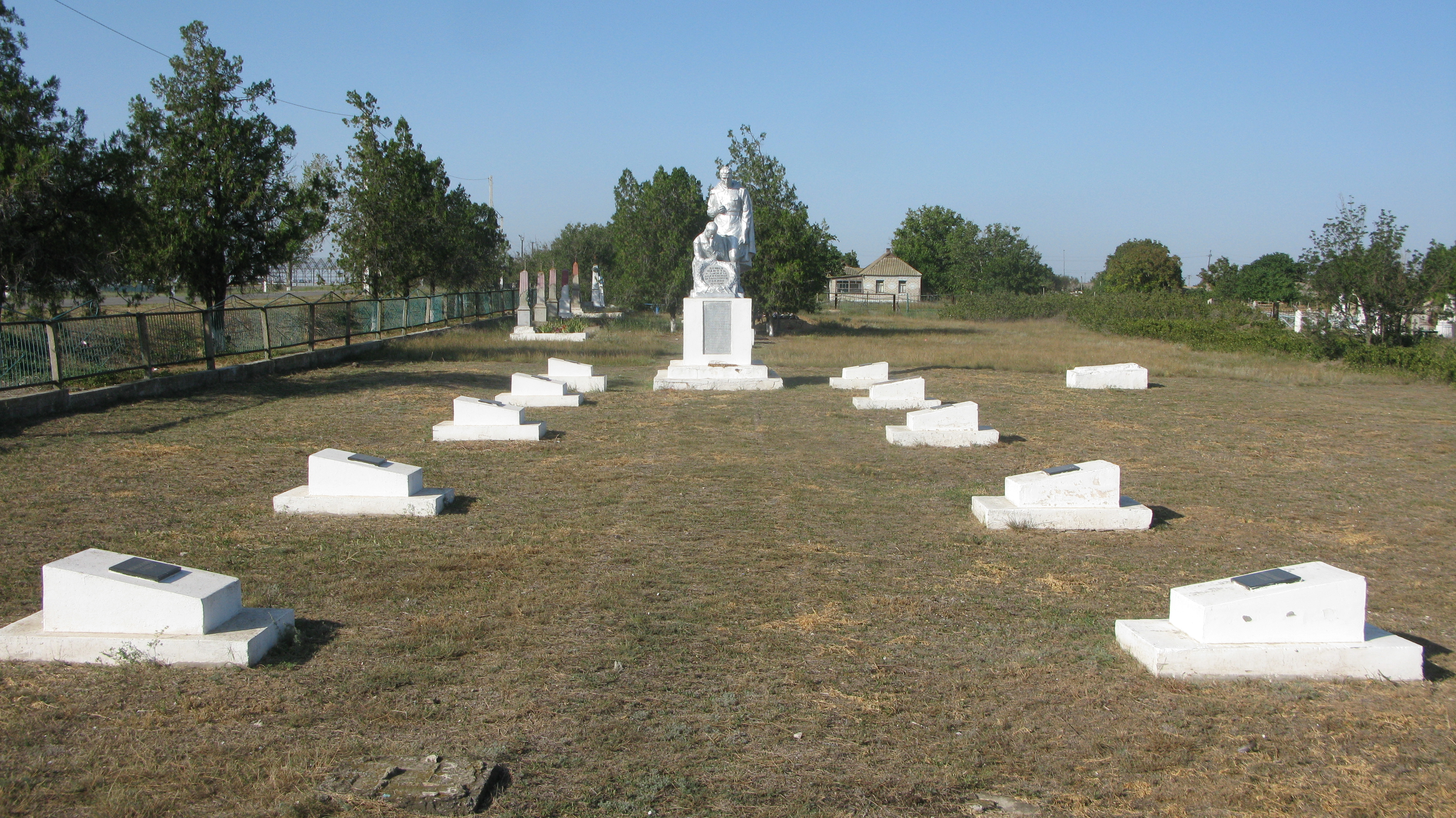
烈士墓园

斯特羅哈尼夫卡（烏克蘭語：Строганівка）是位於烏克蘭南部的村莊，由赫爾松州卡霍夫卡區的赫里霍里夫卡市鎮負責管轄。該村始建於1820年，面積70平方公里，海拔高度5米，2001年人口1,435，人口密度每平方公里20.5人。现被俄罗斯占领。